# Landsportpokal
La Landsportpokal fue una competición deportiva amateur que se celebraba en la República Democrática Alemana. Podían participar equipos pertenecientes a municipios que tuvieran una población inferior a 5000 personas. Los deportes solían ser de equipo, como el fútbol, el baloncesto o el voleibol, aunque también se incluían deportes como el tenis de mesa o los bolos. Se celebraban a nivel regional y de distrito; los vencedores en un distrito podían clasificarse para las finales a nivel nacional, que se celebraban en uno de los municipios que se hubiese clasificado.